# Listrognathus multimaculatus
Listrognathus multimaculatus là một loài tò vò trong họ Ichneumonidae.